# Harris Flanagin
Harris Flanagin, né le 3 novembre 1817 dans le comté de Cumberland (New Jersey) et mort le 23 octobre 1874 à Arkadelphia (Arkansas), est un homme politique démocrate américain. Il est gouverneur de l'Arkansas entre 1862 et 1865.

## Sources
- (en) Cet article est partiellement ou en totalité issu de l’article de Wikipédia en anglais intitulé « Harris Flanagin » (voir la liste des auteurs).